# Les Crevettes pailletées
Série
La Revanche des Crevettes pailletées
(2022)
Pour plus de détails, voir Fiche technique et Distribution.
Les Crevettes pailletées est une comédie française écrite et réalisée par Cédric Le Gallo et Maxime Govare et sortie en 2019. Il s’agit de l'histoire véridique d'une équipe de water-polo gay participant aux Gay Games. Cédric Le Gallo s'est également inspiré de son expérience au sein de cette équipe qu'il fréquente depuis 2012, dans l'association OUTsiders (anciennement Aquahomo).
Une suite, La Revanche des Crevettes pailletées, sort en 2022.

## Synopsis
Mathias Le Goff est vice-champion du monde de natation. Ayant tenu des propos homophobes lors d'une interview télévisée, il reçoit comme sanction d'entraîner les « Crevettes pailletées », une équipe gay de water-polo, pendant trois mois, pour la participation aux Gay Games en Croatie. Deux mondes que tout semble opposer vont devoir faire équipe tant bien que mal.

## Fiche technique
- Titre original : Les Crevettes pailletées
- Réalisation scénario : Cédric Le Gallo et Maxime Govare
- Décors : Nicolas Migot
- Costumes : Matthieu Camblor et Marion Moules
- Photographie : Jérôme Alméras
- Montage : Samuel Danesi
- Musique : Thomas Couzinier et Frédéric Kooshmanian
- Direction de postproduction : Rodolphe Duprez
- Production : Renaud Chélélékian et Édouard Duprey
- Sociétés de production : Les Improductibles et Kaly Productions ; Charades (coproduction)
- SOFICA : Indéfilms 7
- Société de distribution : Universal Pictures ; Athena Films (Belgique), Praesens film (Suisse romande)
- Pays de production :  France
- Langue originale : français
- Format : couleur
- Genre : comédie
- Budget : 3 millions d'euros[3]
- Durée : 100 minutes
- Dates de sortie :
  - France : 19 janvier 2019 (Festival international du film de comédie de l'Alpe d'Huez) ; 8 mai 2019 (sortie nationale)
  - Belgique, Suisse romande : 8 mai 2019
  - Québec : 2 août 2019

## Distribution
- Nicolas Gob : Matthias Le Goff
- Alban Lenoir : Jean
- Michaël Abiteboul : Cédric
- David Baiot : Alex
- Romain Lancry : Damien
- Roland Menou : Joël
- Geoffrey Couët : Xavier
- Romain Brau : Fred
- Félix Martinez : Vincent
- Pierre Samuel : Bertrand
- Maïa Quesemand : Victoire, la fille de Matthias Le Goff
- Jean-Louis Barcelona : Hervé Langlois
- Yvon Back : le président de la Fédération française de natation
- Valentin Marceau : l'auto-stoppeur
- Benoît Maréchal : Bram
- Thomas Croisière : Pascal

## Production

### Tournage
Le tournage est majoritairement effectué dans l'Eurométrople de Strasbourg et à Mulhouse.
La scène de la soirée est tournée à l'intérieur des Bains municipaux de Mulhouse (piscine Pierre-et-Marie-Curie),.

## Musique
- Boys (Summertime Love).
- Holding Out for a Hero.
- REM (lotus)

## Accueil

### Festival et sorties
Le film est sélectionné et présenté le 19 janvier 2019 au festival international du film de comédie de l'Alpe d'Huez. Il sort le 8 mai 2019 en France, ainsi qu’en Belgique et en Suisse romande. Au Québec, il sort le 2 août 2019 avec une distribution très restreinte de quelques salles, étant considéré comme un film étranger, d'auteur.

### Critiques
Le film reçoit d'assez bons retours, avec une note moyenne de 3,5/5 sur Allociné.
Caroline Vié de 20 minutes ne cache pas que « cette drôle de comédie rappelle Le Grand Bain de Gilles Lellouche. Ses comédiens se révèlent aussi drôles que porteurs d’un message célébrant la différence » et pour Pierre Vavasseur du Parisien, « cette comédie, qui se joue autour d’une équipe de water-polo gay, porte avec une bonne humeur irrésistible, un lumineux langage de tolérance et d’ouverture ».
Le magazine Slate parle d'une « occasion ratée », avec plusieurs clichés sur les homosexuels (« ici, les gays n'ont qu'une chose en tête : baiser [...], aiment et sont capables de se transformer en drag queens » « les lesbiennes [...] [sont] masculines, agressives, limite méchantes, et donnent un bon prétexte aux Crevettes pailletées d'enchaîner les propos sexistes. ») et « la transphobie dont elle [Fred] est victime est traitée avec autant de légèreté et d'incohérence que l'homophobie de Matthias. ». Malgré tout, « tout n'est pourtant pas à jeter et [...] l'agression des Crevettes pailletées à une station essence donne lieu à un débat [...] : faut-il se fondre dans la masse pour ne pas se faire embêter ou assumer et clamer son identité gay ? » et salue « certains personnages [qui] sont plus intéressants », en abordant divers portraits d'hommes homosexuels.
Pour Bruno Deruisseau des Inrockuptibles, « ce mouvement d'ouverture ne s'opère pas sans qu'il s'y charge au passage des pires défauts de la comédie grand public, à savoir une certaine beauferie et une façon de dresser les minorités les unes contre les autres, dans une avalanche de clichés. ».
Le film a reçu un grand soutien du grand public, notamment grâce à des présentations populaires incluant des athlètes LGBTI+/queers locaux.

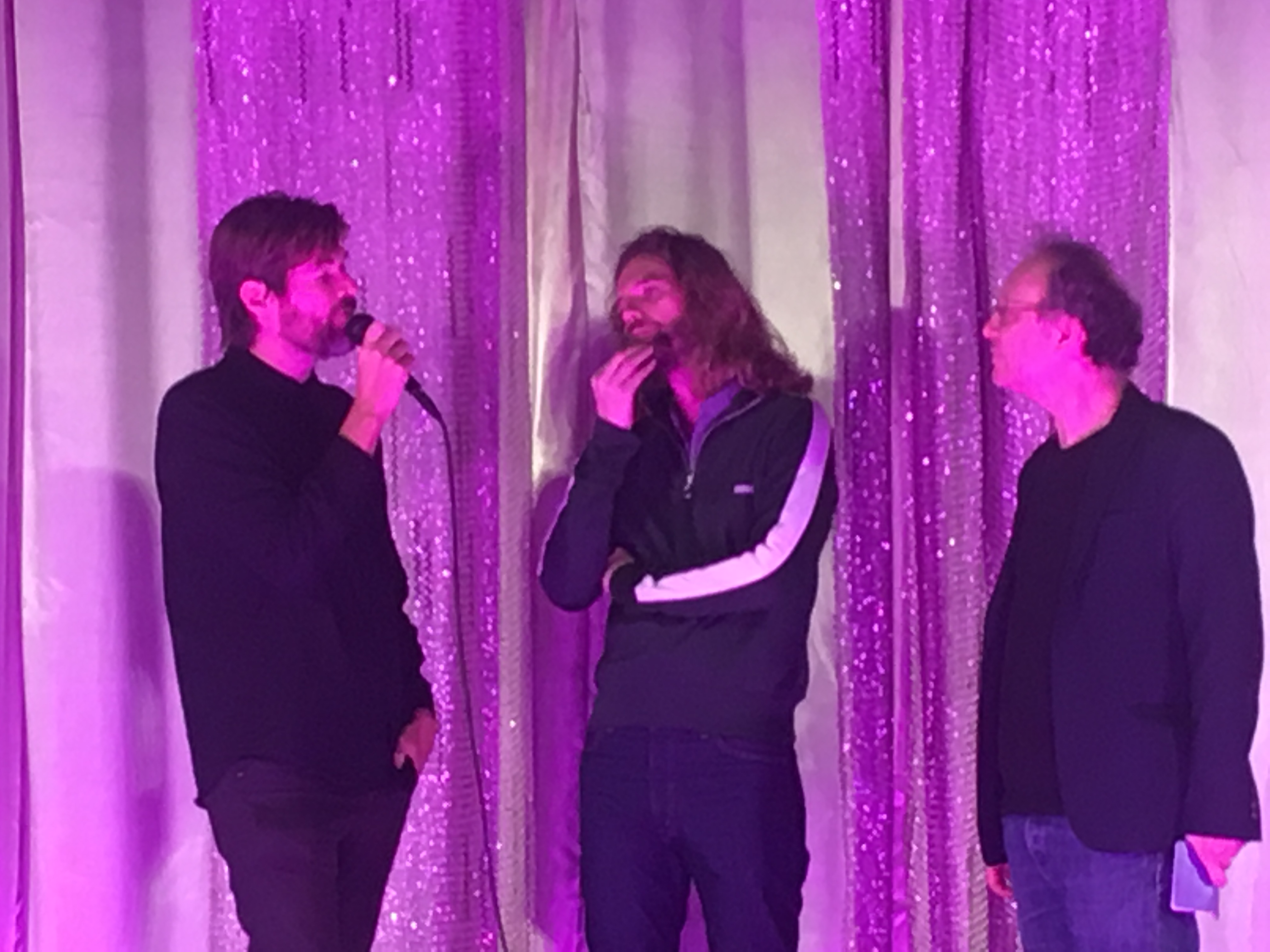
Les auteurs presentent le film au "Berlin MonGay program" de Kino International.
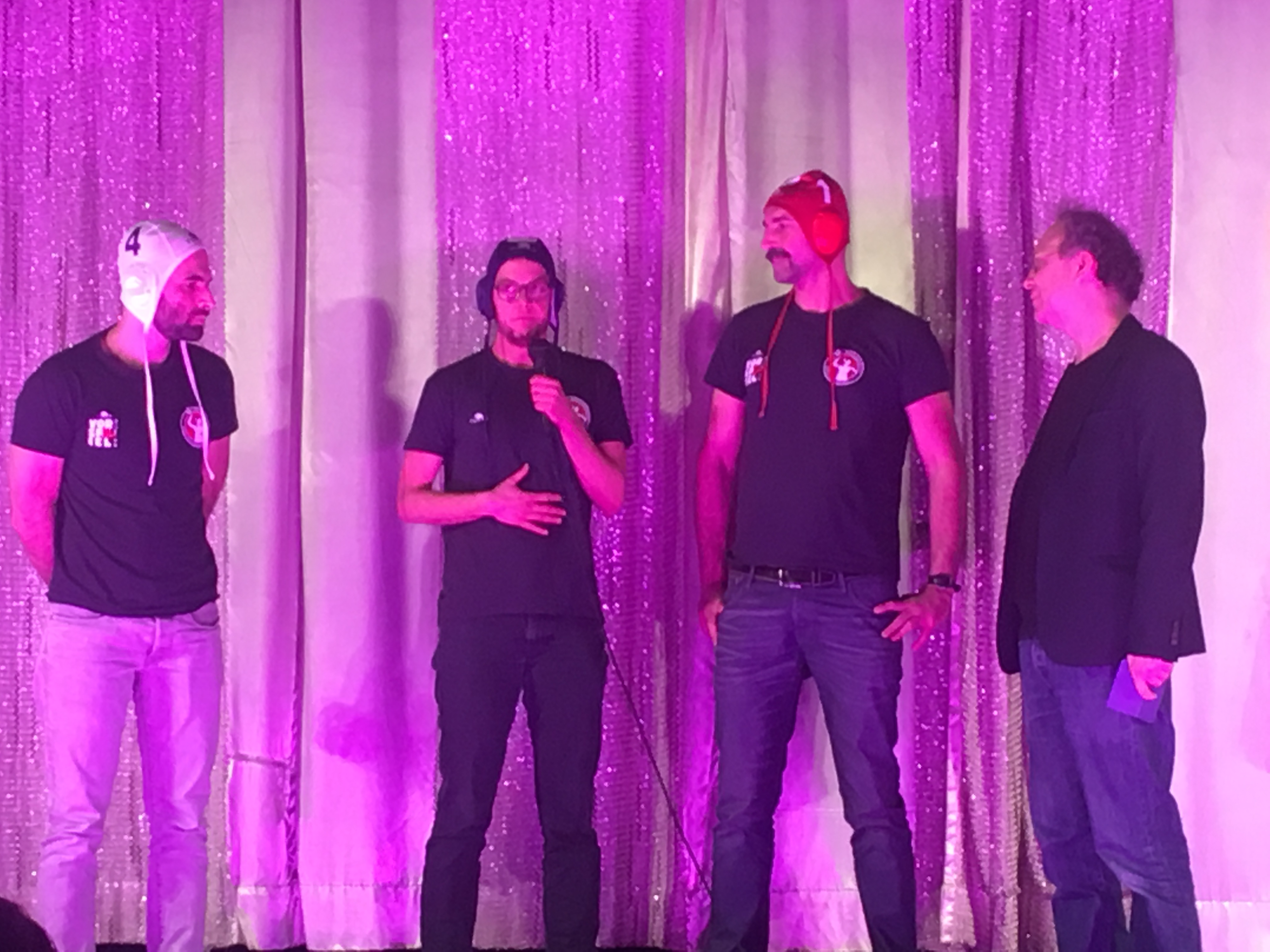
Joueurs de water-polo au Berlin MonGay.

### Box-office
| Pays ou région | Box-office      | Date d'arrêt du box-office | Nombre de semaines |
| -------------- | --------------- | -------------------------- | ------------------ |
| France         | 577 413 entrées | 3 juillet 2019             | 8                  |
| Total mondial  | 4 534 774 $     | -                          | -                  |

## Distinctions
- Festival international du film de comédie de l'Alpe d'Huez 2019 : Prix du jury
- Festival International du Film Francophone de Tübingen-Stuttgart (de) 2019 : Prix du public[12]

## Suite
Un projet de série télévisée, avec les mêmes personnages et servant de suite au film, était à l'étude, mais c'est finalement une suite en long-métrage qui est envisagée. La Revanche des Crevettes pailletées sort en 2022.